# Siegfried Kapper

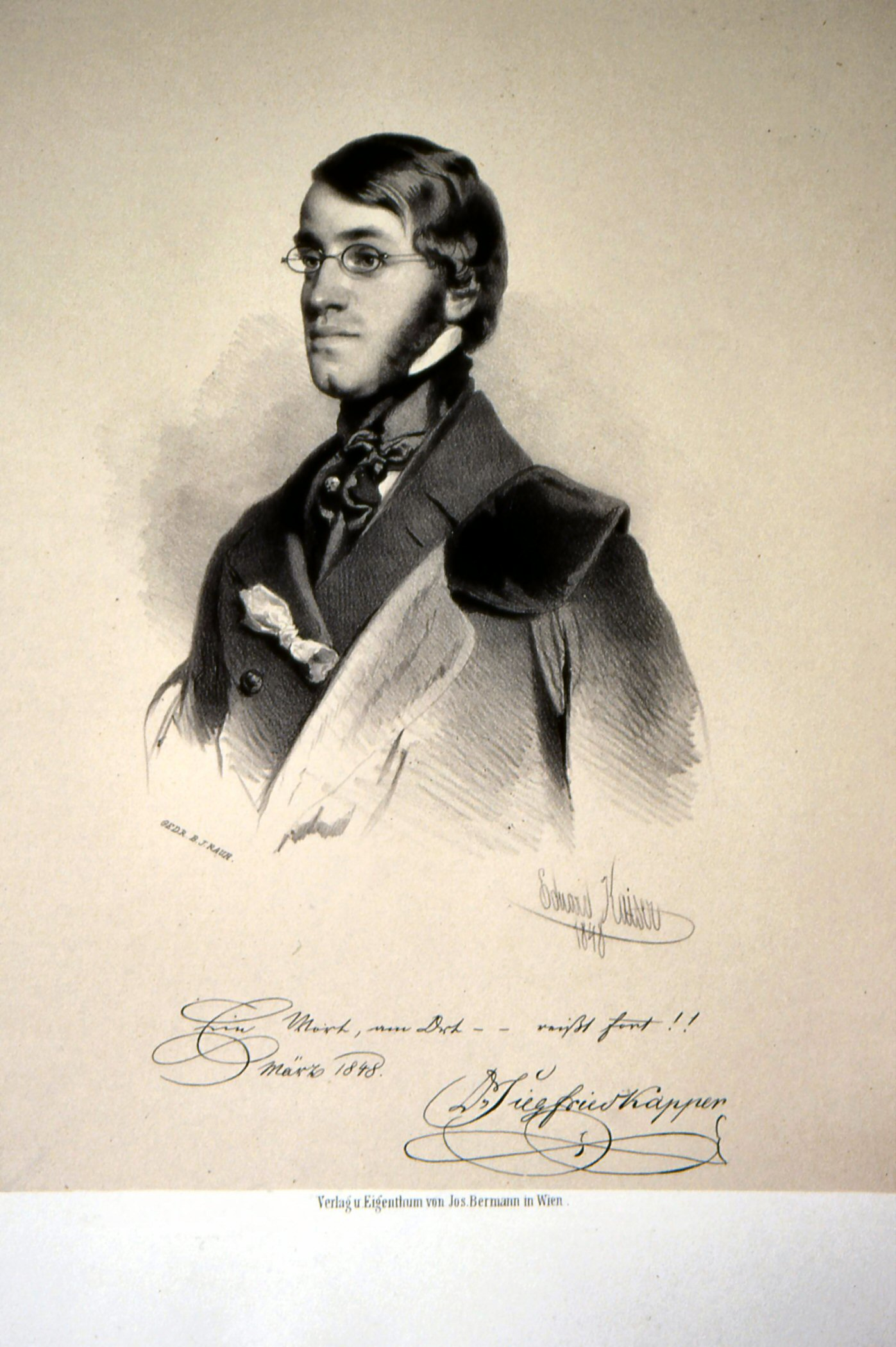
Siegfried Kapper, Lithographie von Eduard Kaiser, 1848

Siegfried Kapper (Isaac Salomon Kapper) (* 21. März 1820 in Smíchov; † 7. Juni 1879 in Pisa) war ein deutsch-tschechischer Schriftsteller, Übersetzer und Arzt jüdischer Herkunft. Gelegentlich benutzte er das Pseudonym (Dr.) Rakonitzky.

## Leben
Der Sohn eines von 1795 bis 1816 im deutschen Sprachraum tätigen Lehrers besuchte die tschechische Volksschule in Smíchov und wurde vom Vater zusätzlich in der deutschen Sprache unterrichtet. Ab 1830 besuchte er das Gymnasium auf der Kleinseite in Prag und studierte von 1836 bis 1839 Philosophie an der Prager Universität. Nachdem er ein Jahr lang als Hauslehrer („Hofmeister“) in Prag tätig gewesen war, ging er nach Wien, wo er von 1841 bis 1846 Medizin studierte.
Als Student schloss er sich der jungdeutschen Bewegung in Böhmen an. Sein Interesse galt auch der tschechischen Literatur, und er schloss Freundschaften mit Karel Sabina und Václav Bolemír Nebeský, den Vertretern der Jungböhmen (Mladá Čechie). Er bezeichnete sich selbst als Tschechen, bestand dabei jedoch auf seiner jüdischen Herkunft, was bei vielen Vertretern der Bewegung auf Unverständnis stieß. Nach der Niederschlagung des Aufstandes von 1848 schrieb er nur noch in deutscher Sprache.
Nach Absolvierung des Studiums nahm er eine Stelle als Arzt an der kroatisch-türkischen Grenze in Karlstadt (Karlovac) an, von wo aus er umfangreiche Reisen durch das kroatische Siedlungsgebiet zwischen Save und Adria unternahm. Zudem beschäftigte er sich intensiv mit den südslawischen Sprachen; er war enttäuscht von der politischen Entwicklung und dem Verhältnis zur tschechischen Studentenbewegung.
Während der Revolution 1848–1849 kehrte er nach Wien zurück, wo er als Journalist wirkte; nach der Niederschlagung unternahm er mehrere lange Reisen durch das südliche Königreich Ungarn und die slawischen Gebiete des Osmanischen Reichs. Vor allem diese Reisen verarbeitete er in epischen Werken und Reiseberichten. Später reiste er auch durch Deutschland und Italien.
Erst 1854 kehrte er nach Böhmen zurück, heiratete eine Schwester seines Prager Studienfreundes Moritz Hartmann und ließ sich als praktischer Arzt zunächst in Dobříš (Dobritz) und 1860 in Mladá Boleslav (Jungbunzlau) nieder.

„Die tschechische Intelligenz – sowohl die jüdische wie auch die nichtjüdische – kennt Siegfried Kapper nur als Verfasser der Gedichtsammlung „České listy“, als den Bahnbrecher der tschechisch-jüdischen Bewegung.  Daß er als tschechischer, aber weit mehr noch als deutscher Schriftsteller ein Werk schuf, das seinerzeit auch von berufener Seite anerkannt wurde, daß seine deutschen Arbeiten in den 50er und 60er Jahren des vorigen Jahrhunderts einen ebenso ehrenvollen Platz innehatten wie seine tschechischen ein Jahrzehnt später, das ist breiteren Kreisen der tschechischen Öffentlichkeit nur wenig bekannt.
[…]
Für Kappers späteres Schaffen war sein Verkehr mit dem berühmten serbischen Schriftsteller Vuk Stefanović Karadžić entscheidend. Schon in Prag hatte er sich, durch die Talvjsche Übersetzung der serbischen Heldengesänge angeregt und durch das Vorbild Jakob Grimms, der sich gründlichen Studien der serbischen Sprache und des serbischen Volksliedes hingab, bestärkt, mit der Sprache, Geschichte und den Sitten der Serben beschäftigt. Von Vuk väterlich aufgenommen und in dessen Hause als Genosse des engeren Freundeskreises verkehrend, lernte er nun den Reichtum des serbischen Volksdichtungsschatzes im ganzen Umfange kennen und machte sich die serbische Sprache in einem Maße zu eigen, daß sie ihm das Verständnis jener Schätze in lebendigster Weise erschloß.“

## Werke
- Slavische Melodien. (Übertragungen bzw. Nachbildungen, Motto: „Was das Volk gesungen – / Wie es nachgeklungen / In der Seele mir.“ Mit Anmerkungen und einem Verzeichnis der in den Liedern vorkommenden Fremdwörter.) Leipzig 1844 (Digitalisat bei Google Books).
- Befreite Lieder. Jasper, Wien 1848 (Digitalisat der 1. Auflage sowie der 2. Auflage bei Google Books).
- Lazar der Serbenczar. Nach serbischen Sagen und Heldengesängen. Leo, Wien 1851 (Digitalisat der 1. Auflage sowie der 1853 in Leipzig erschienenen 2., durchgesehenen und verbesserten Auflage mit dem Titel Fürst Lazar. Epische Dichtung nach serbischen Sagen und Heldengesängen im Internet Archive).
- Die Serbische Bewegung in Südungarn. Ein Beitrag zur Geschichte der ungarischen Revolution. Berlin 1851 (Digitalisat bei Google Books); serbische Übersetzung: Srpski pokret u južnoj Ugarskoj. Belgrad 1851 (Digitalisat bei Google Books); Neuauflage herausgegeben von Slavko Gavrilović (= Istorijska biblioteka, Band 2). Gutenbergova Galaksija, Beograd 1996, ISBN 86-7058-040-3.
- Südslavische Wanderungen im Sommer 1850. Leipzig 1851 (Digitalisat des 1. Bandes sowie des 1. Bandes und des 2. Bandes der Neuen wohlfeilen Ausgabe von 1853 bei Google Books); englische Übersetzung: A visit to Belgrade. Translated [and selected from S. Kapper’s “Südslavische Wanderungen”] by J. Whittle. Chapman and Hall, London 1854 (Digitalisat bei Google Books).
- Die Gesänge der Serben. (Nachdichtungen.) 2 Bde., Leipzig 1852 (Digitalisat des 1. Bandes und des 2. Bandes bei Google Books).
- Falk. Eine Erzählung. Katz, Dessau 1853.
- Herzel und seine Freunde. Federzeichnungen aus dem böhmischen Schulleben vom Verfasser der „Südslavischen Wanderungen“. 2 Bde., Fr. Ludw. Herbig, Leipzig 1853 (Digitalisat des 1. Bandes und des 2. Bandes bei Google Books).
- Christen und Türken. Ein Skizzenbuch von der Save bis zum eisernen Thor. 2 Bde., Leipzig 1854 (Digitalisat im Internet Archive).
- Vorleben eines Künstlers. Nach dessen Erinnerungen herausgegeben von Siegfried Kapper. 2 Bde., Prag u. Leipzig 1855 (Digitalisat beider Bände in einem Band bei Google Books).
- Die böhmischen Bäder. Brockhaus, Leipzig 1857 (Digitalisat bei Google Books).
- Die Handschriften von Königinhof und Grünberg. Altböhmische Poesien aus dem IX. bis XIII. Jahrhundert. Prag 1859 (Digitalisat der 1. Auflage sowie der 2. Auflage bei Google Books).
- Die Glockenstürmer von Komotau. Historischer Roman. 3 Bde., Prag 1869/70 (Digitalisat der Bände 1 und 2 in einem Band sowie des 3. Bandes bei Google Books).
- Prager Ghettosagen. Brandeis, Prag 1876.

in tschechischer Sprache, Übersetzung ins Serbische:
- České listy (Tschechische Blätter [Gedichte]). Prag 1843 (Digitalisat der Ausgabe von 1846 bei Google Books).
- Pohádky přímořské (Küstenländische Märchen). Prag 1865 (Digitalisat der Ausgabe von 1873 bei Google Books); Neuauflage herausgegeben vom Zina Trochová, Nakladatelství Franze Kafky, Praha 1998, ISBN 80-85844-49-4.
- Gusle. Ohlasy černohorské (Gusle. Montenegrinische Zeugnisse). Otto, Prag 1875 (Digitalisat bei Wikimedia Commons).
- O Crnoj Gori (Über Montenegro). Ins Serbische übersetzt und herausgegeben von Tomislav Bekić (= Biblioteka Svjedočanstva). CID, Podgorica 1999, ISBN 86-495-0094-3.

### Opernlibretti
- Die Heimkehr des Verbannten
- Virginia (Wänner)
- Philippine Welser (Josef Netzer)

### Übersetzungen von Opernlibretti
- Il templario (Otto Nicolai, Libretto von Girolamo Maria Marini, dt. Titel Der Tempelritter)
- Il proscritto (Otto Nicolai)

### Vertonte Nachdichtungen
Wie schienen die Sternlein so hell
Das Mädchen
Mädchenfluch
Mädchenlied
Vorschneller Schwur